# Деион
Деион (др.-греч. Δηΐων) — персонаж древнегреческой мифологии. Сын Эола и Энареты. По одной версии, царь Фокиды. Жена Диомеда, дети Астеропея, Энет, Актор, Филак и Кефал. По другой версии, Деион — царь Филаки, отец Астеродии, жены Фока.